# 日光・鬼怒川リレーきっぷ
日光・鬼怒川リレーきっぷ （にっこう・きぬがわリレーきっぷ）は、東武鉄道が発売している周遊券である。
2019年8月31日に発売を終了した。（きっぷの有効期限は2019年9月30日まで）

## 概要
- JR池袋・JR大宮から特急「（スペーシア）きぬがわ」・「日光」もしくは、東武浅草・東武北千住から特急「けごん」・「きぬ」を利用する際、東武東上線（寄居を除く）・東武越生線（越生を除く）発駅〜東上線川越駅または池袋駅までの往復乗車券が2割引で利用できる。
  - 下今市以北着の特急を利用した場合に適用される。
  - 特急列車のほか、川越〜大宮間や池袋〜浅草・北千住間の運賃は割引されない。

## 有効期間
発行日から1ヶ月間のうち、行きの特急列車利用日より3日間有効。

## 発売箇所
- 東武トップツアーズ東上線沿線各支店・新宿支店・東京オペラシティ支店にて発売。
- 寄居・越生・池袋を除く東上線・越生線各駅の駅事務室にて発売。

（寄居・越生は他社鉄道管理駅のため発売していない。）

## 備考
1. ↑  “一部の企画乗車券の発売終了について”.   東武鉄道 (2019年8月16日). 2019年8月22日閲覧。